# Физика груди

Преувеличенная физика груди Street Fighter V (видна на Чунь-Ли справа), которая позже была изменена в патче.

Физика груди или физика покачивания — функция в видеоиграх, которая заставляет грудь женского персонажа подпрыгивать при движении.

## История

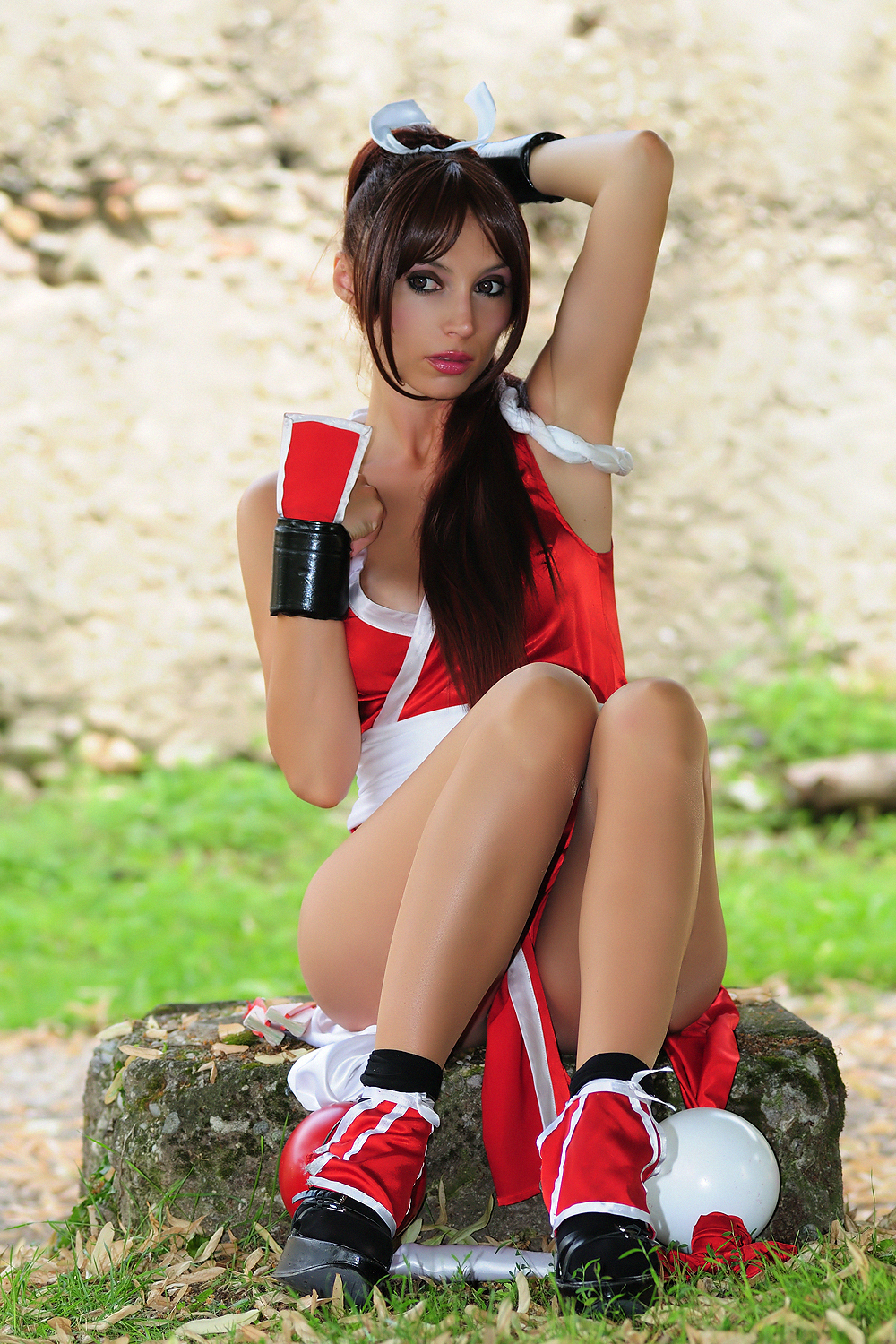
Фанатка, одетая как Май Ширануи, популярный персонаж файтинга, который является заметной ранней демонстрацией технологии физики груди.

Первой видеоигрой, в которой физика груди была заметной особенностью, стал файтинг Fatal Fury 2 (1992), в котором фигурировала боец Май Ширануи, чья грудь заметно покачивалась. Ярко выраженная физика груди с тех пор остаётся основной особенностью многих файтингов, возможно, отчасти потому, что эти игры содержат меньше моделей персонажей, чем другие игры, и поэтому разработчики могут позволить себе анимировать своих персонажей более подробно. Серия Dead or Alive (1996-), в частности, стала отождествляться с «диковинной» физикой как боевых приёмов, так и груди женских персонажей; команда разработчиков Team Ninja создала термин «физика груди».
Иногда функция привлекал особое внимание, например, когда в игре Street Fighter V грудь бойца Чунь Ли двигалась, как большие водяные шары, на экране выбора персонажей. Хотя это было замечено СМИ ещё до выхода игры, функция осталась в финальной версии игры. Издатель игры Capcom назвал это ошибкой кода и удалил её с помощью патча.
В ответ на распространённость больших, упругих грудей в видеоиграх, разработчик Дженн Фрэнк инициировала «boob jam» в 2013 году. Его целью было создание персонажей, грудь которых не были «сексуальны и забавны на вид».

## Технологии
Физика груди — это приложение динамики мягких тел, в области компьютерной графики, которая фокусируется на физическом моделировании движения и свойств деформируемых объектов. В игре с 3D-графикой модели персонажей состоят из «костей», соединённых суставами и покрытых «кожей» из текстурированных полигонов. Эти виртуальные кости не обязательно соответствуют костям реальных людей, но необходимы для того, чтобы заставить что-либо двигаться. Чтобы заставить грудь или другие части тела двигаться, аниматоры заставляют суставы костей двигаться в соответствии с физическими правилами игрового движка.
Чтобы обеспечить движение груди в большинстве 3D-игр, кости груди снабжены «пружинами», которые заставляют грудь подпрыгивать, когда движется остальная часть скелета. Установка и прочность этих пружин определяет силу отскока груди. Альтернативно, движением грудей может управлять специально написанное программное обеспечение, но это отнимает больше времени и, следовательно, встречается реже, чем использование пружин, которые являются встроенной функцией во многих игровых движках.

## Неестественная физика груди
Во многих видеоиграх движения груди кажутся неестественными или преувеличенными, особенно женщинам-наблюдателям. Это может быть результатом ограничений системы «пружины», которая лучше подходит для анимации твёрдых тел, а не мягких объектов, таких как грудь. Однако в некоторых играх намеренно используется преувеличенная физика груди. Это может быть вызвано увеличением эффекта отскока, чтобы сделать его заметным даже тогда, когда персонаж стоит неподвижно и разговаривает, что может привести к сильно преувеличенным отскокам, в сравнении когда она действительно движется.
По словам разработчика игр Тима Доусона, если в видеоигре присутствуют неестественные движения груди, «это потому, что кто-то хотел, чтобы они выглядели именно так». Не только женская грудь, но и мужские тела часто намеренно преувеличиваются или нереалистично изображаются в видеоиграх.

## Физика груди в отдельных играх

#### Игры, известные преувеличенной физикой груди
Игры, отмеченные изданиями видеоигр за их преувеличенную физику груди, включают следующее:
- Fatal Fury 2[7]
- Mortal Kombat[7]
- The King of Fighters[7]
- Soulcalibur[7]
- Dead or Alive[7]
- Ready 2 Rumble Boxing[7]
- Conker’s Bad Fur Day[7]
- Lula 3D[8][9][10][11]
- Resident Evil[12]
- Dead or Alive Xtreme Beach Volleyball[англ.][7]
- Ninja Gaiden Sigma 2[7]
- Skullgirls[7]
- Lightning Returns: Final Fantasy XIII[13]
- Metal Gear Solid V: The Phantom Pain[14]

#### Игры, в остальном известные своей физикой груди
- Policenauts[15]
- Fortnite Battle Royale[16]
- Conan Exiles[17][18]